# (204786) Wehlau
(204786) Wehlau est un astéroïde de la ceinture principale.

## Description
(204786) Wehlau est un astéroïde de la ceinture principale. Il fut découvert le 25 mai 2006 à Mauna Kea par Paul Wiegert. Il présente une orbite caractérisée par un demi-grand axe de 2,59 UA, une excentricité de 0,05 et une inclinaison de 0,4° par rapport à l'écliptique.

## Compléments